# 313 (bil)
313 er registreringsnummeret på Anders Ands bil. Den dukker først op i en historie, hvor Anders prøver på at gøre indtryk på Andersine, men hvor det ikke rigtigt lykkes for ham, fordi hans æsel kludrede i det. Anders ser en bil, som han straks bytter æslet til.
Fra 2007 er der kommet nogle historier i jumbobøgerne, hvor 313 enten skal sælges eller laves om til skrot, men Anders redder den hver gang.
| Fiktion | Spire Denne artikel om en historie eller noget fiktivt er en spire som bør udbygges. Du er velkommen til at hjælpe Wikipedia ved at udvide den. |